# Saleniidae
Saleniidae är en familj av sjöborrar. Saleniidae ingår i ordningen Salenioida, klassen sjöborrar, fylumet tagghudingar och riket djur. Enligt Catalogue of Life omfattar familjen Saleniidae 3 arter. 
Saleniidae är enda familjen i ordningen Salenioida.
Kladogram enligt Catalogue of Life:
| Saleniidae | \| \| Salenia \| \| \| \| \| \| Salenocidaris \| \| \| \| |
|            | \| \| Salenia \| \| \| \| \| \| Salenocidaris \| \| \| \| |
|            | Salenia                                                   |
|            |                                                           |
|            | Salenocidaris                                             |
|            |                                                           |